# 犬尾城
犬尾城（いぬおじょう）は、福岡県八女市にあった日本の城（山城）。

## 概要
星野川の北側、標高約180メートルの南向きの尾根上に築かれた。本丸は南北32メートル、東西9メートルでその西側に二の丸があった。本丸と二の丸の間には堀切、本丸北側には土塁が存在した。当城の東と南に、それぞれ支城として茶臼山城、鷹尾城が築かれている。城主の居館は南麓にあった。
建久2年（1191年）に猫尾城主・黒木助能の嫡男の河崎貞宗によって築かれた。その後、代々城主を務めた河崎氏は大友氏に属したが、永正16年（1519年）と大永5年（1525年）の2度にわたり反抗している。天正8年（1579年）には龍造寺隆信に攻められて落城したが、その後は島津氏に属し、城主・河崎鎮堯（鎮則）が当城を修築している。天正15年（1587年）の九州征伐で豊臣秀吉に抵抗して敗れ、当城は廃城となった。